# Pasuchins Tod
Pasuchins Tod (russisch Смерть Пазухина) ist eine vieraktige Komödie von Michail Saltykow-Schtschedrin. Sie erschien gedruckt 1857, konnte allerdings erst 1889 uraufgeführt werden.

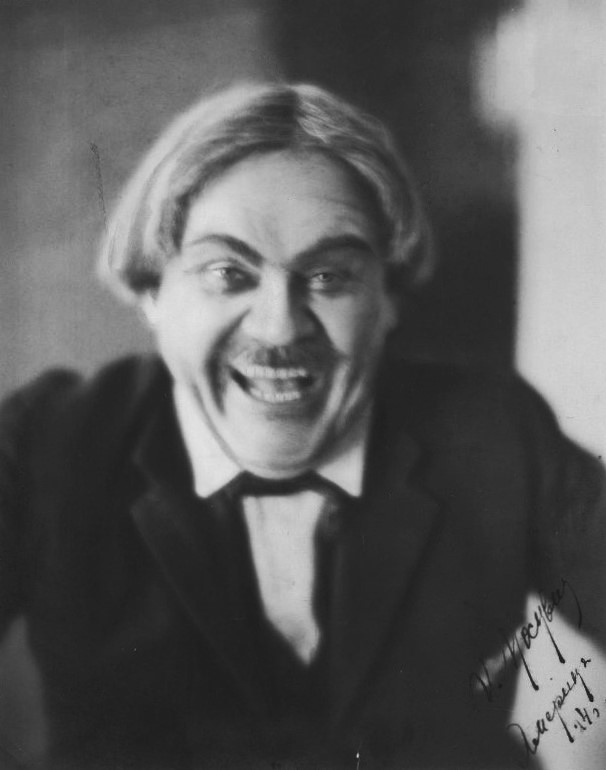

## Handlung
Der alte Pasuchin, einst aufgestiegen vom Bauern zum Millionär, liegt im Sterben. Seine Verwandten und Anverwandten warten regelrecht auf sein Ableben, um sich das Erbe ganz oder teilweise zu sichern. Pasuchins Sohn Prokofi Iwanytsch, der sich mit seinem Vater im Streit befindet, befürchtet übergangen zu werden. Er versucht daher seinen Schwager, den scheinheiligen Stadtrat Furnatschew, dazu zu bewegen, mit ihm zu intrigieren, um mit Sicherheit ans Erbe zu gelangen. Doch Furnatschew weist ihn ab und verrät sogar seine Pläne an den alten Pasuchin im Beisein aller Angehörigen.
Als der alte Pasuchin dann tatsächlich stirbt, macht sich Furnatschew nun selbst daran, den Geldschrank des Verstorbenen zu plündern. Er wird dabei aber erwischt und Prokofi Iwanytsch rächt sich an ihm, indem er ihn vor allen Leuten demütigt.
Eine der Figuren (Shiwnowski) wendet sich am Ende ans Publikum: „Добродетель… тьфу бишь! порок наказан, а добродетель… да где ж тут добродетель-то!“ („Tugend… ähm, nein, Laster wird bestraft, aber Tugend… wo ist die Tugend?“)
Im Stückverlauf wird mehrfach ein Komet erwähnt, der sich der Erde nähere und den die abergläubischen Kaufleute durchaus als Gefahr wahrnehmen, während Nastasja Iwanowna sagt: „Да уж хоть бы комета, что ли, – скука какая!“ („Ich wünschte, es wäre wirklich ein Komet oder so was – es ist so langweilig!“)

## Volltext
- das Stück im russischen Original auf RVB.ru